# 文殊菩薩

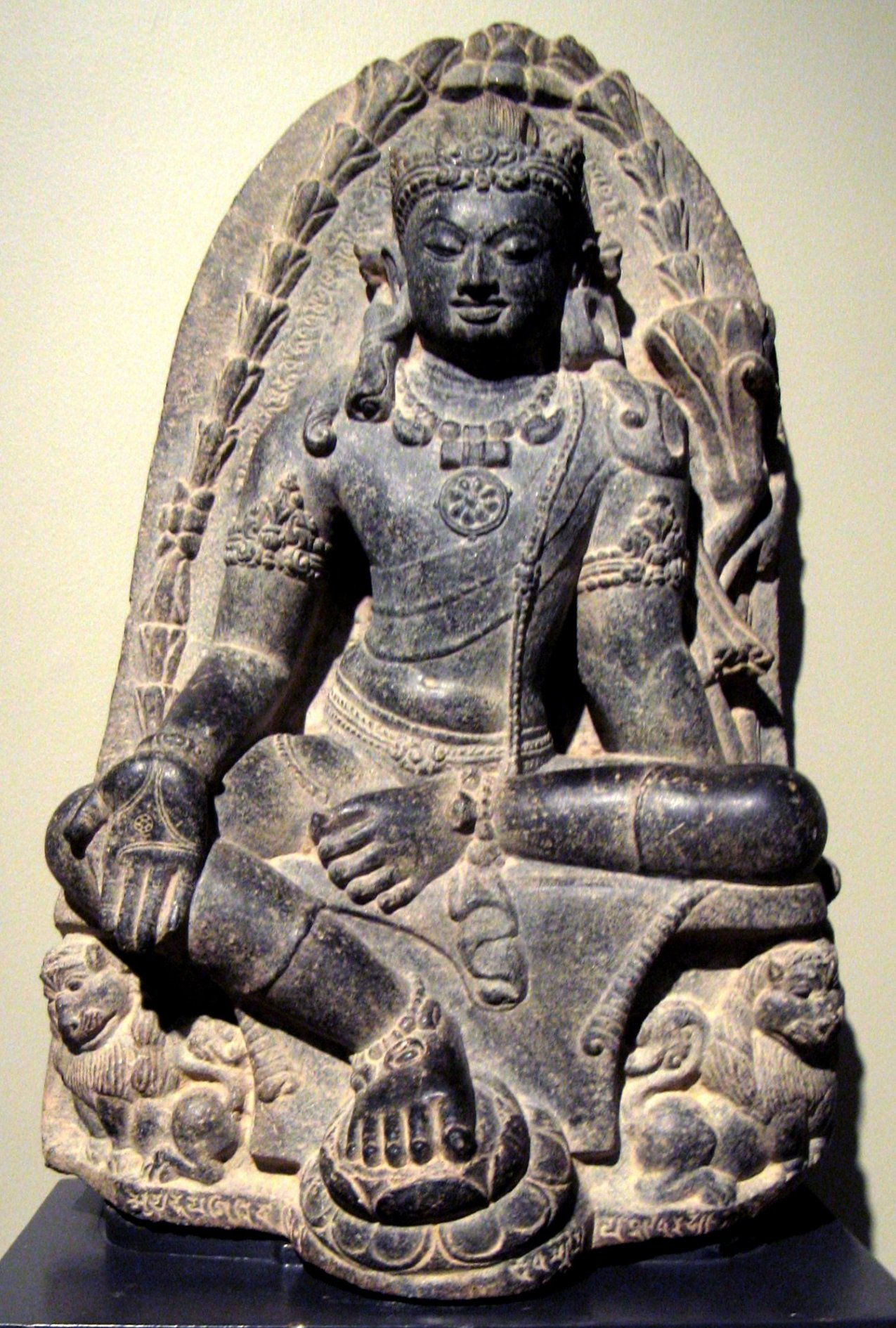
9世紀のインド北西部、パーラ朝で作られた石仏・文殊菩薩像

文殊菩薩（もんじゅぼさつ、梵: mañjuśrī〈マンジュシュリー〉、梵: mañjughoṣa〈マンジュゴーシャ〉、蔵: 'jam dpal〈ジャンペル〉）は、大乗仏教の崇拝の対象である菩薩の一尊。一般に智慧を司る仏とされる。その他、非人救済などの慈善事業を司るほか、日本の真言律宗では慈母供養の象徴としての一面も重視された。
文殊は文殊師利（もんじゅしり）の略称。また妙吉祥菩薩（みょうきっしょうぼさつ）などともいう。曼殊室利等とも音写し、妙徳菩薩（みょうとくぼさつ）、妙首菩薩などとも訳す。文珠菩薩とも書く。三昧耶形は青蓮華（青い熱帯睡蓮の花）、利剣、梵篋（椰子の葉に書かれた経典）など。種字はマン (मँ maṃ) 。

## 概要

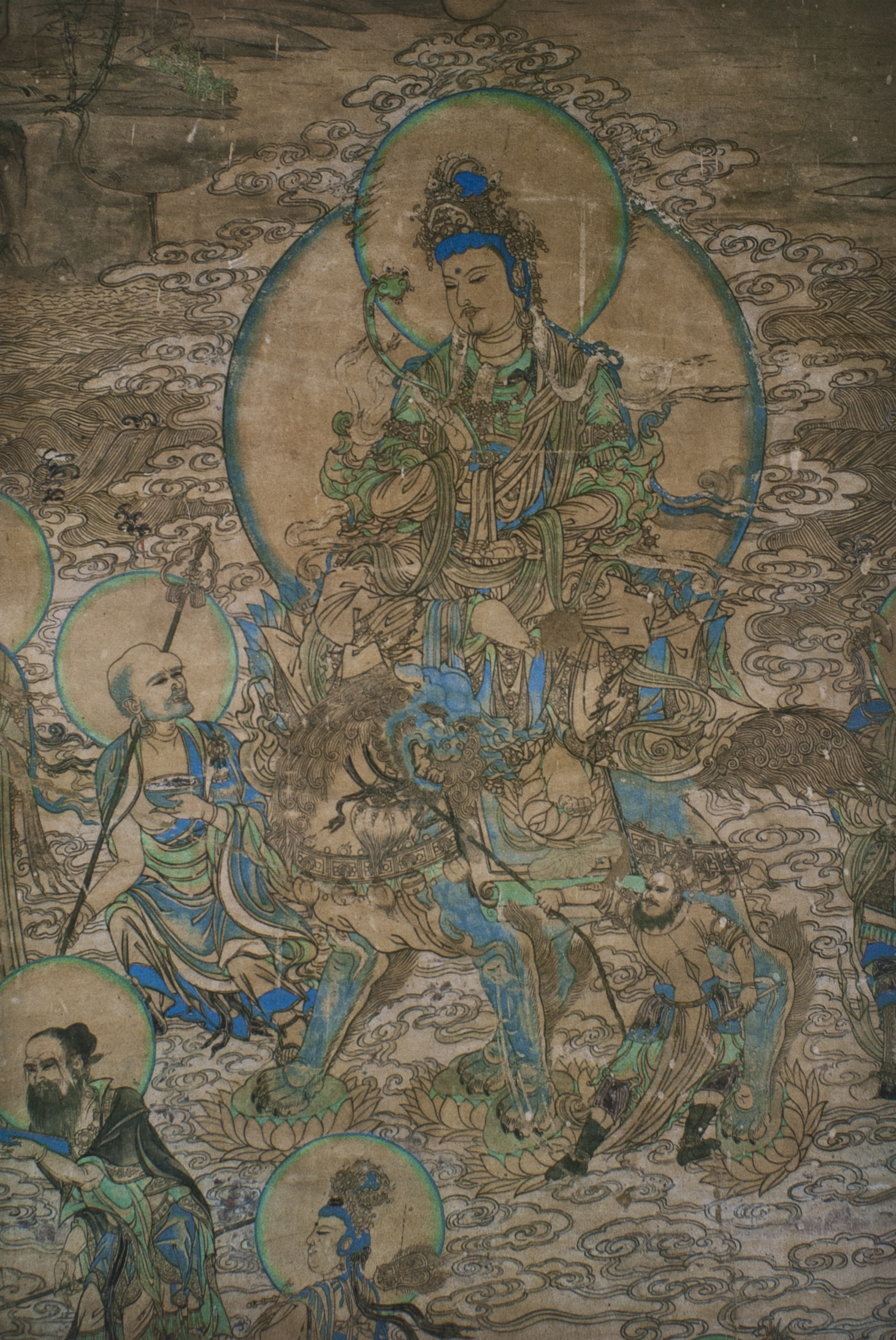
西夏（1038年 - 1227年）で描かれた文殊像、楡林窟（中国甘粛省）

『文殊師利般涅槃経』によると、舎衛国の多羅聚落の梵徳というバラモンの家に生まれたとされる。また『大智度論』によれば、釈迦如来の滅度後に弥勒菩薩と阿難と共同して大乗経典を結集したとされる。『維摩経』には、維摩居士に問答でかなう者がいなかった時、居士の病床を釈迦の代理として見舞った文殊菩薩のみが対等に問答を交えたと記され、智慧の菩薩としての性格を際立たせている。この教説に基づき、維摩居士と相対した場面を表した造形も行われている。
文殊菩薩が登場するのは初期の大乗経典、法華経、般若経典である。ここでは釈迦仏に代って般若の「空（くう）」を説いている。『華厳経』では善財童子を仏法求道の旅へ誘う重要な役で描かれることなどからもわかるように、文殊菩薩の徳性は悟りへ到る重要な要素、般若＝智慧である。尚、本来悟りへ到るための智慧という側面の延長線上として、一般的な知恵（頭の良さや知識が優れること）の象徴ともなり、これが後に「三人寄れば文殊の智恵」ということわざを生むことになった。
ただし、上記に対する反論として『大乗仏教の興起と文殊菩薩』の中で平川彰は以下の様に述べている。
「まずはじめに、般若経と文殊との関係について一言しておきたい。一般には、文殊菩薩は悟りの智慧を現わす菩薩であると見られ、般若波羅蜜と密接な関係があると見られているようである。すなわち文殊菩薩は般若教徒によつて信奉せられ、発展せしめられたと考えられやすい。しかし実際には、文殊菩薩は古い般若経とは関係が少いのである。それゆえ般若経の中から、文殊菩薩が現れたとは考え難い。」
中国の唐代の僧、基（法相宗）と湛然（天台宗）は、文殊菩薩は本来、龍種上尊王仏であったとする。
文殊菩薩が、優填王、仏陀波利三蔵、善財童子、大聖老人（あるいは最勝老人＝婆藪）の四尊ともに描かれた文殊五尊図は、中国・日本などでよく描かれた。
文殊菩薩の五使者として、髻設尼、烏波髻設尼、質多羅、地慧、請召、が挙げられる。
文殊菩薩の八童子として、光綱、地慧、無垢光、不思議、請召、髻設尼、救護慧、烏波髻設尼が挙げられる。
文殊菩薩の密号は、吉祥金剛、あるいは般若金剛とされる。
文殊菩薩を描いた主な経典には、『文殊師利般涅槃経』、『文殊師利問経』、『文殊師利浄律経』、『伽耶山頂経』などがある。
また、『文殊師利発願経』、『文殊悔過経』、『文殊師利現宝蔵経』、『仏説文殊師利巡行記』、『妙吉祥菩薩所問大乗法羅経』、『千鉢文殊一百八名讃』、『大聖文殊師利菩薩讃仏法身礼』、『聖者文殊師利発菩提心願文』、『文殊師利菩薩無相十礼』、『大聖文殊師利菩薩仏刹功徳荘厳経』などがあるが、サンスクリット写本が存在するものは法華経のみである。
また、カルムイクの原初の巨人・マンザシリの名はマンジュシュリー（文殊菩薩）の転訛である可能性が非常に高いと考えられる。

## 像容

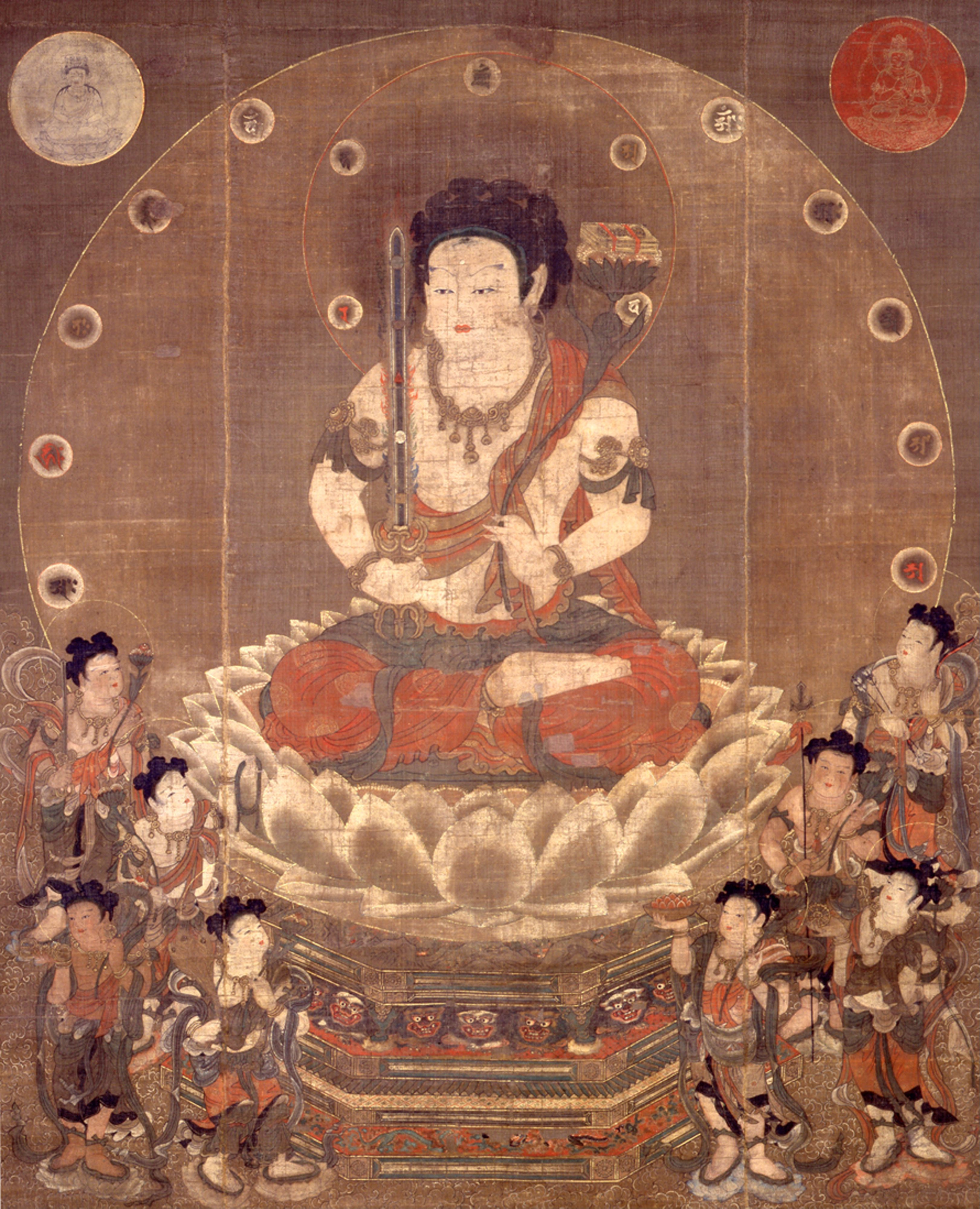
八字文殊菩薩及び八大童子像（鎌倉時代、MOA美術館蔵、重要文化財）

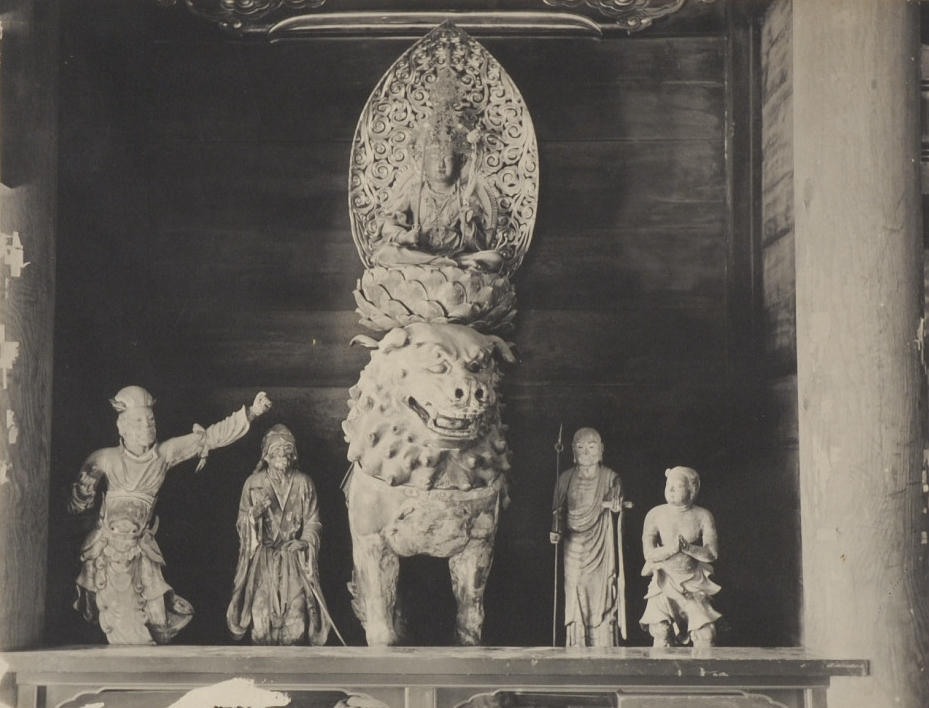
奈良・西大寺文殊五尊像（侍者は向かって左から優填王、最勝老人、仏陀波利、善財童子）

普賢菩薩とともに釈迦如来の脇侍となる（参照：釈迦三尊）ほか、単独でも広く信仰されている。
文殊菩薩像の造形はほぼ一定している。獅子の背の蓮華座に結跏趺坐し、右手に智慧を象徴する利剣（宝剣）、左手に経典を乗せた青蓮華を持つ。密教では清浄な精神を表す童子形となり、髻を結う。この髻の数は像によって一、五、六、八の四種類があり、それぞれ一＝増益、五＝敬愛、六＝調伏、八＝息災の修法の本尊とされる。
また、騎獅の文殊、先導役の善財童子、獅子の手綱を握る優填王、仏陀波利、最勝老人を従える文殊五尊像も造形された。
また禅宗においては、修行僧の完全な姿を表す「聖僧」（しょうそう）として僧堂に安置され、剃髪し坐禅を組む僧形となる。この場合、文殊大士（だいし）と呼ぶことがある。
日本における作例としては、奈良の興福寺東金堂の坐像（定慶作、国宝）や安倍文殊院の五尊像（快慶作、国宝）、高知の竹林寺の五尊像（重要文化財）などが見られる。

## 受容

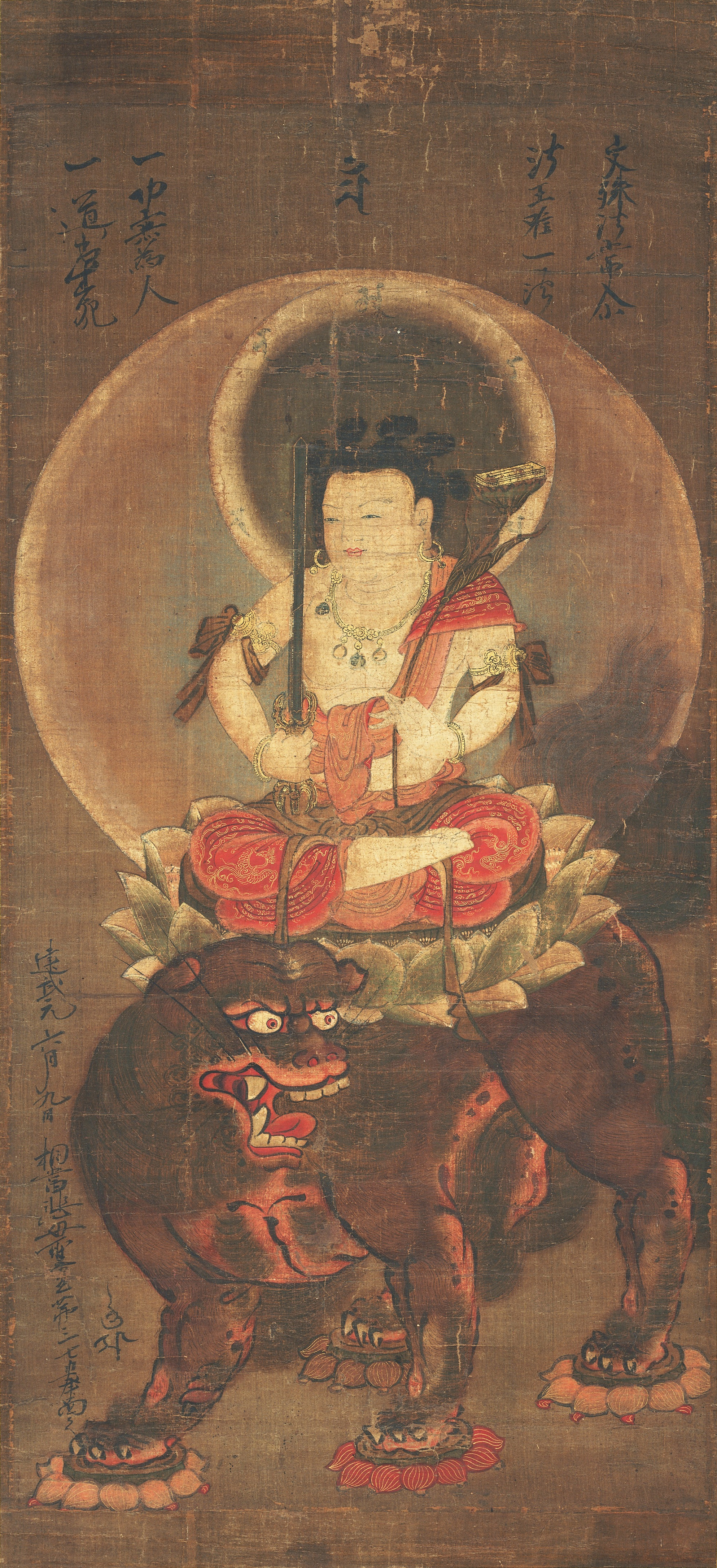
文観房弘真（殊音）画『絹本著色五字文殊像』（南北朝時代、奈良国立博物館蔵、重要文化財）

### 中国での受容
中国の神怪小説『封神演義』には普賢真人、文殊広法天尊という仙人が登場しており、彼等が後に仏門に帰依しそれぞれ普賢菩薩、文殊菩薩となったという設定になっているが、これは後世の全くの創作である。
中国においては、山西省の五台山が文殊菩薩の浄土として古くより広く信仰を集めており、円仁によって日本にも伝えられている。
また中国天台宗系の史書である『仏祖統紀』巻29には、「文殊は今、終南山に住み給えり。杜順和上はこれなり」と、中国華厳宗の祖である杜順を文殊菩薩の生まれ変わりであるとしている。
清の皇帝はチベットからは文殊菩薩の化身と見なされていた（→詳細は文殊皇帝を参照）。

### 日本での受容

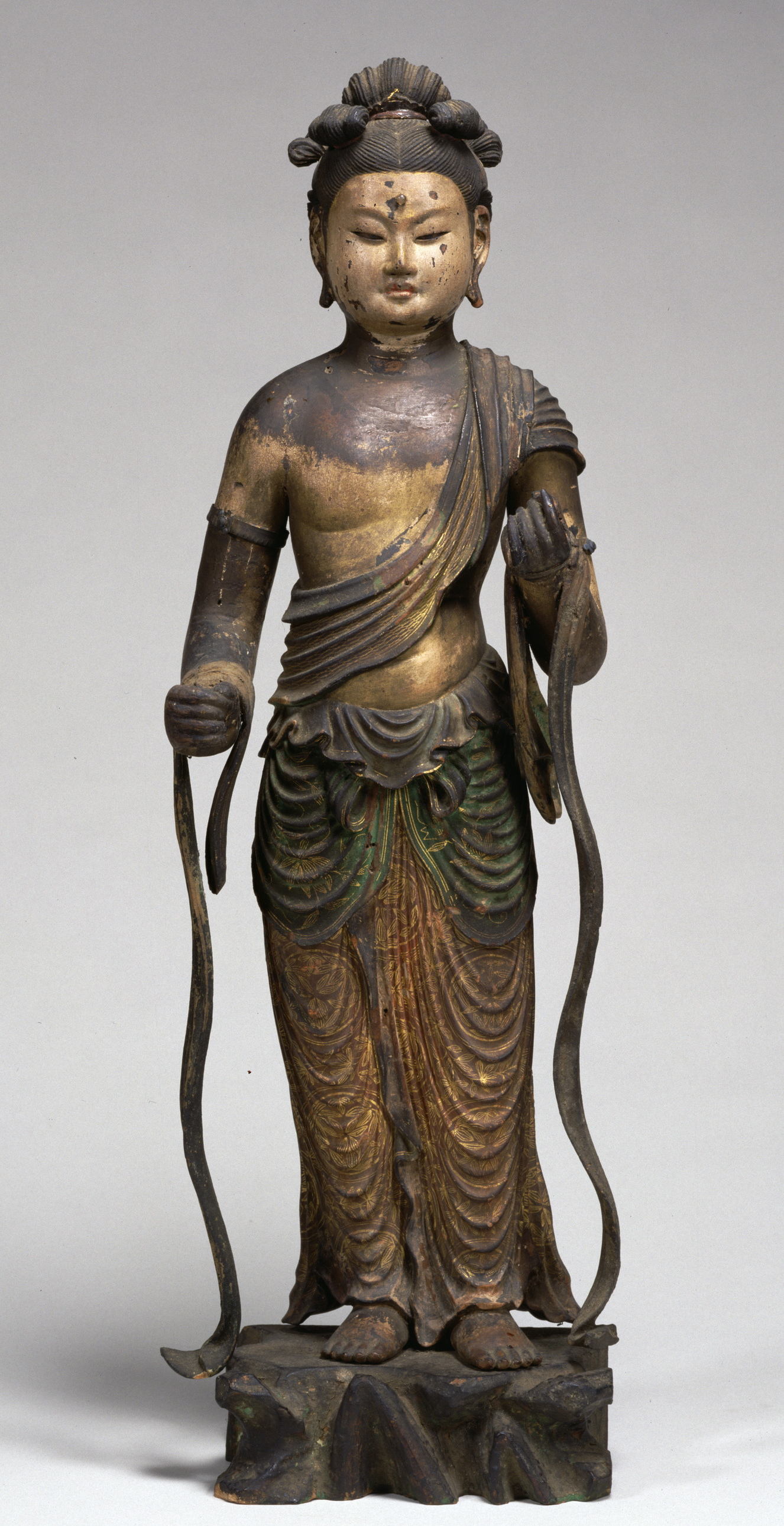
文殊菩薩立像、13世紀、鎌倉時代、東京国立博物館蔵

平安時代初期に、勤操や泰善らの僧侶が文殊菩薩の法要と貧者や病者のための施しを行う「文殊会」を始め、最初は私的な催しだったものが、朝廷の援助を得るようになり、828年7月、太政官符によって文殊会を行うようになった。
毎年七月八日、朝廷が一定の税収から文殊会の費用を拠出し、東寺・西寺を中心に盛んに行われ、貧者や病者に対する布施が盛んになされた。
このことは、日本の福祉の歴史においても重要な一幕と言えるが、律令国家の没落とともに文殊会も衰退し、やがて行われなくなった。
それを鎌倉時代に復興したのが、西大寺の叡尊・忍性らであった。
鎌倉時代、真言律宗の僧叡尊（興正菩薩、開祖）・忍性（忍性菩薩、ハンセン病患者らの救済に尽力）・文観房殊音（文観上人、後醍醐天皇の護持僧）らは深く文殊菩薩に帰依し、1240年以後、各地で文殊供養と大規模な非人布施を行った。
1976年、上田さち子によって、真言律宗の文殊信仰には、非人布施だけではなく、追善供養の側面があることが指摘された。1987年に、金子啓明は、忍性の亡母供養と文殊信仰に師である叡尊の側が動かされて亡母供養としての文殊受容が広まったことを指摘し、その後、河原由雄もこれを追認した。これらを受けて、悲母供養としての文殊信仰に最も詳細な研究を行ったのが内田啓一で、『金剛仏子叡尊感身学正記』（叡尊の自伝）・「般若寺文殊菩薩造立願文」などの文献を精査し、さらにその理論的核心に『大乗本生心地観経』の報恩思想があることを指摘した。
真言律宗の文殊信仰に基づき、叡尊・忍性・文観らの監修によって多くの文殊菩薩作品が作られた。文観はまた画僧としても複数の文殊画像の自筆の作例を残したが、それらには亡母への追善の意図があることが明記されており、前節の報恩思想に基づく亡母供養の流れを組むことが、内田によって指摘されている。文観の文殊画像の代表作には、『絹本著色五字文殊像』（奈良国立博物館蔵、重要文化財）などがある。

## 真言
オン・アラハシャノウ
oṃ arapacana [dhīḥ]

## ギャラリー

### 日本国外

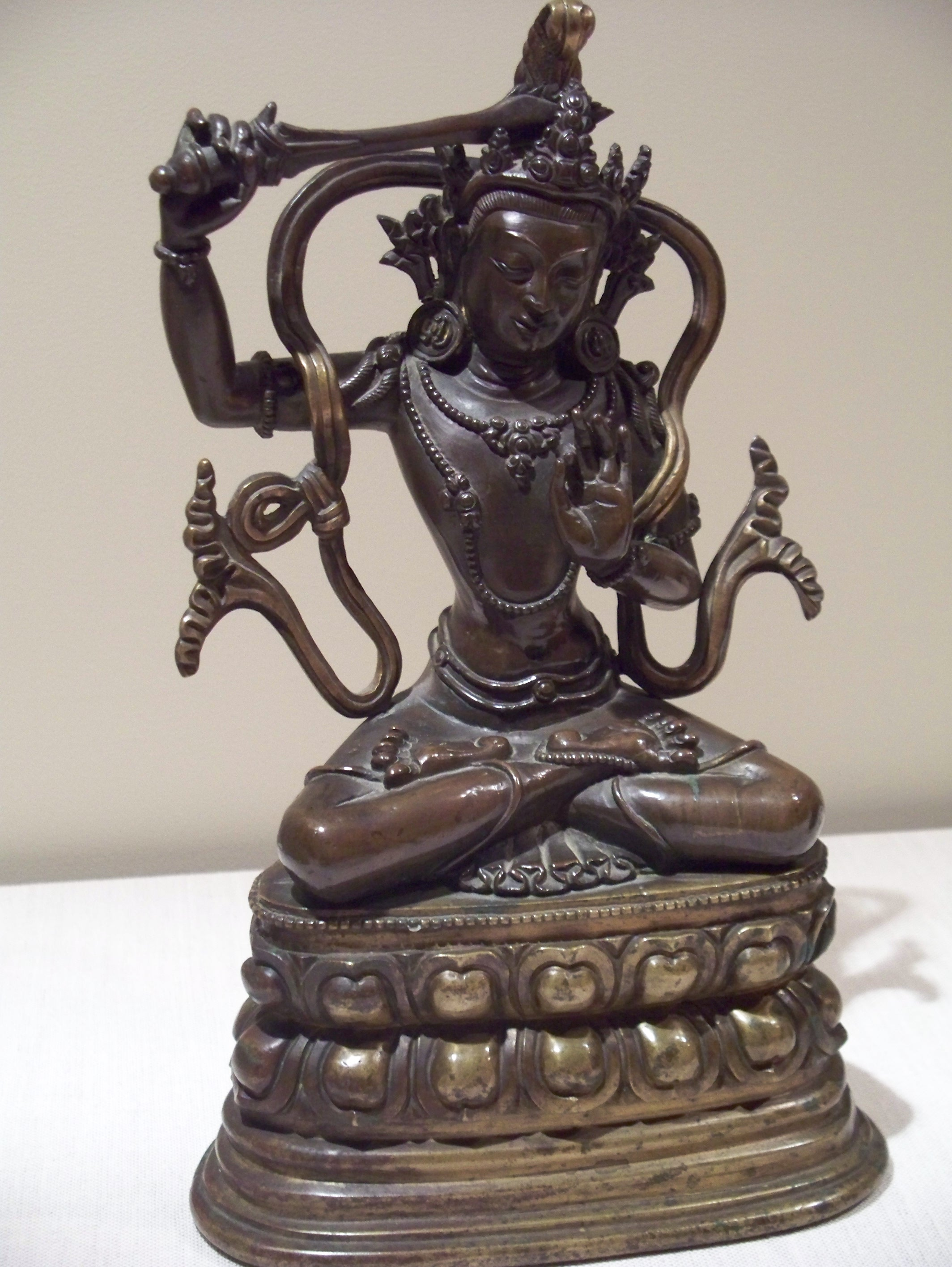
智慧の剣を振るう文殊。ネパール
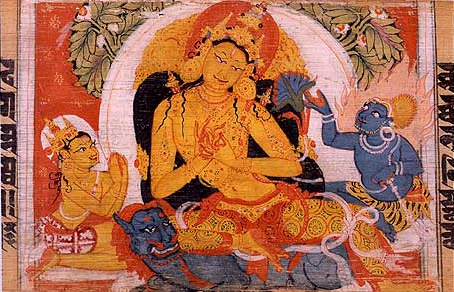
貝葉写本に描かれた文殊。インド・ビハール州ナーランダ僧院
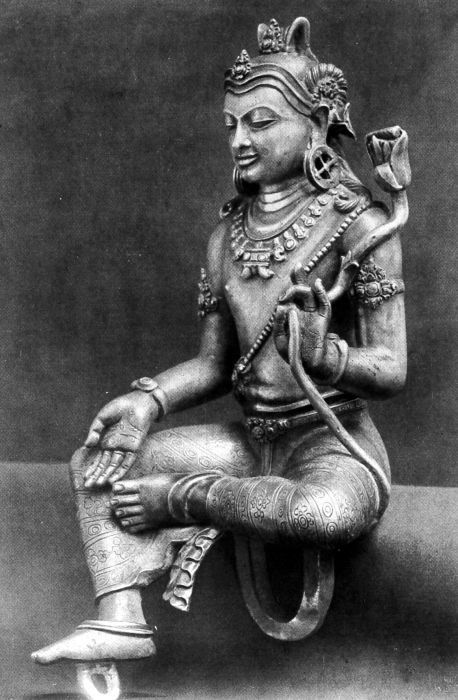
長い茎の蓮を持つ文殊。インドネシア・中部ジャワ州
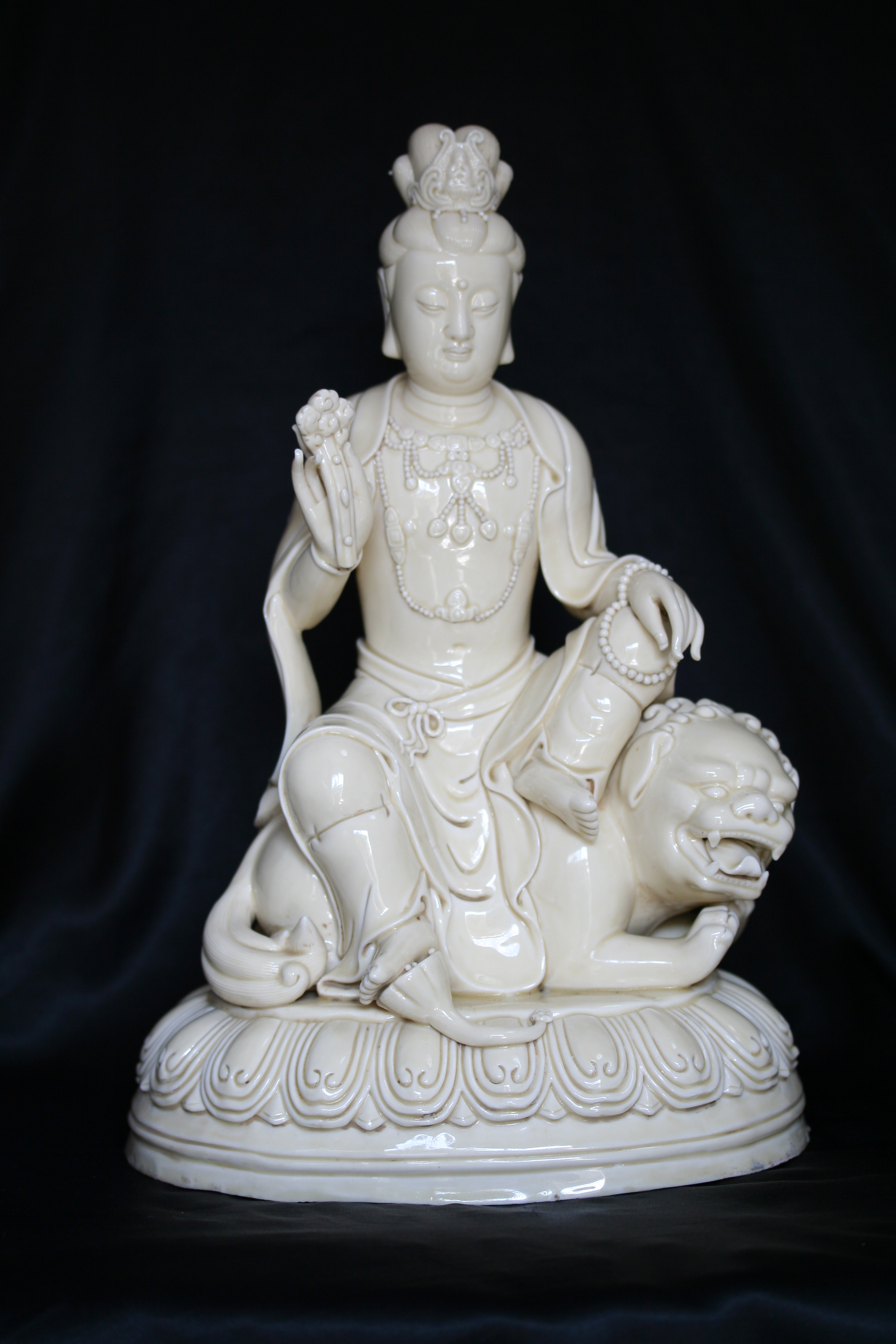
如意の笏を持つ文殊の白磁像。中国、17世紀。
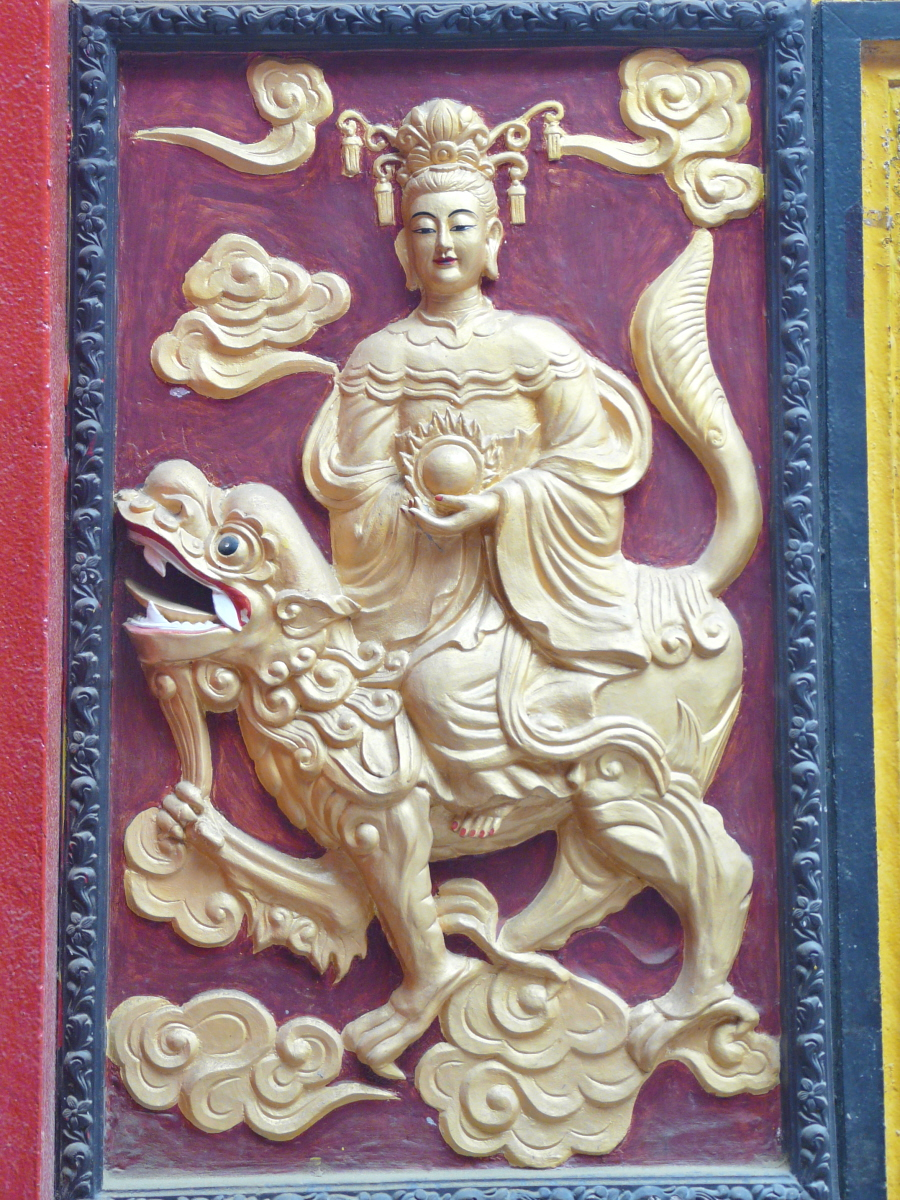
如意宝珠を持ち獅子に騎乗する文殊。ベトナム・ホーチミン市クアンアム・パゴダ
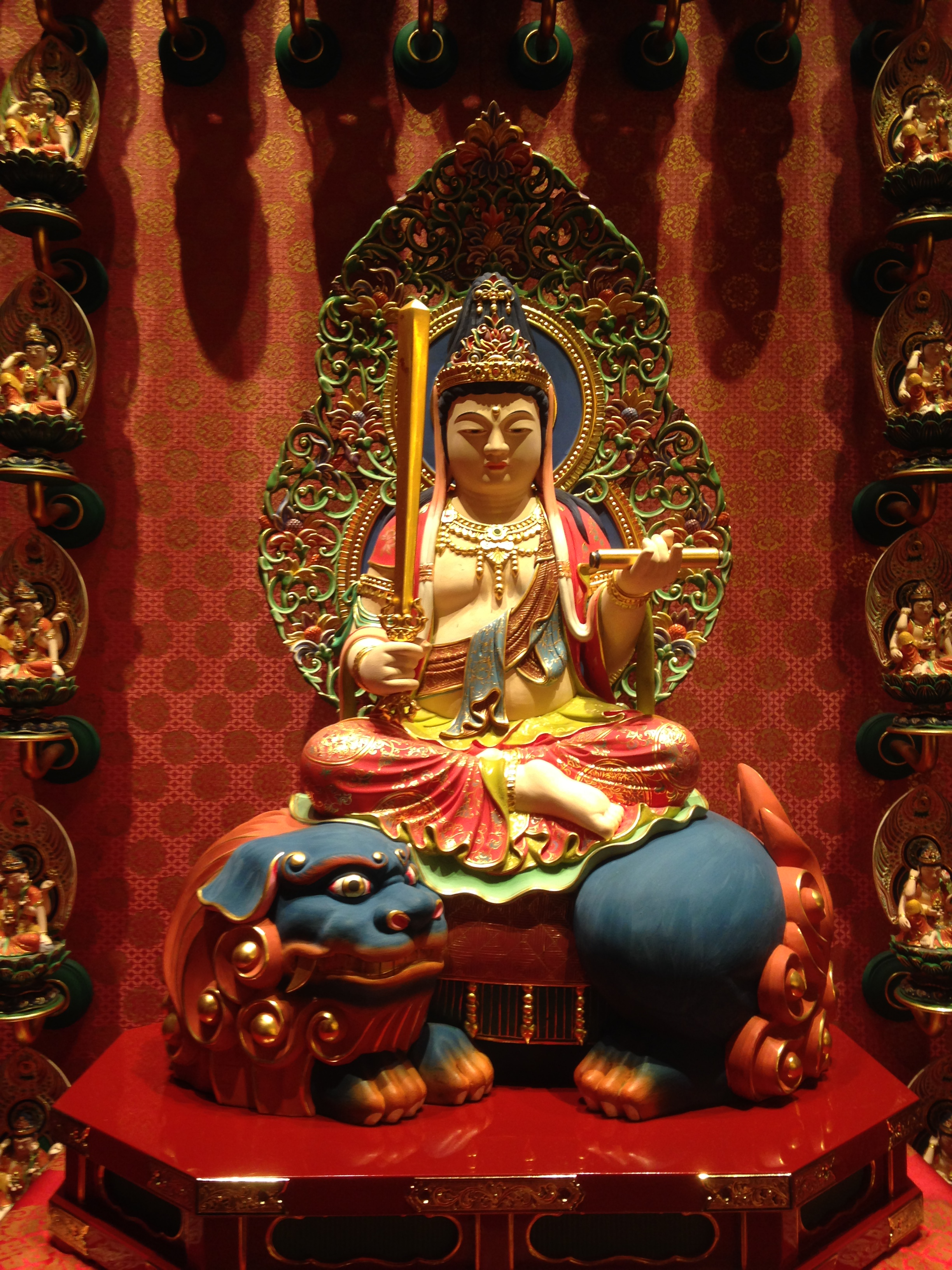
シンガポール・仏牙寺龍華院
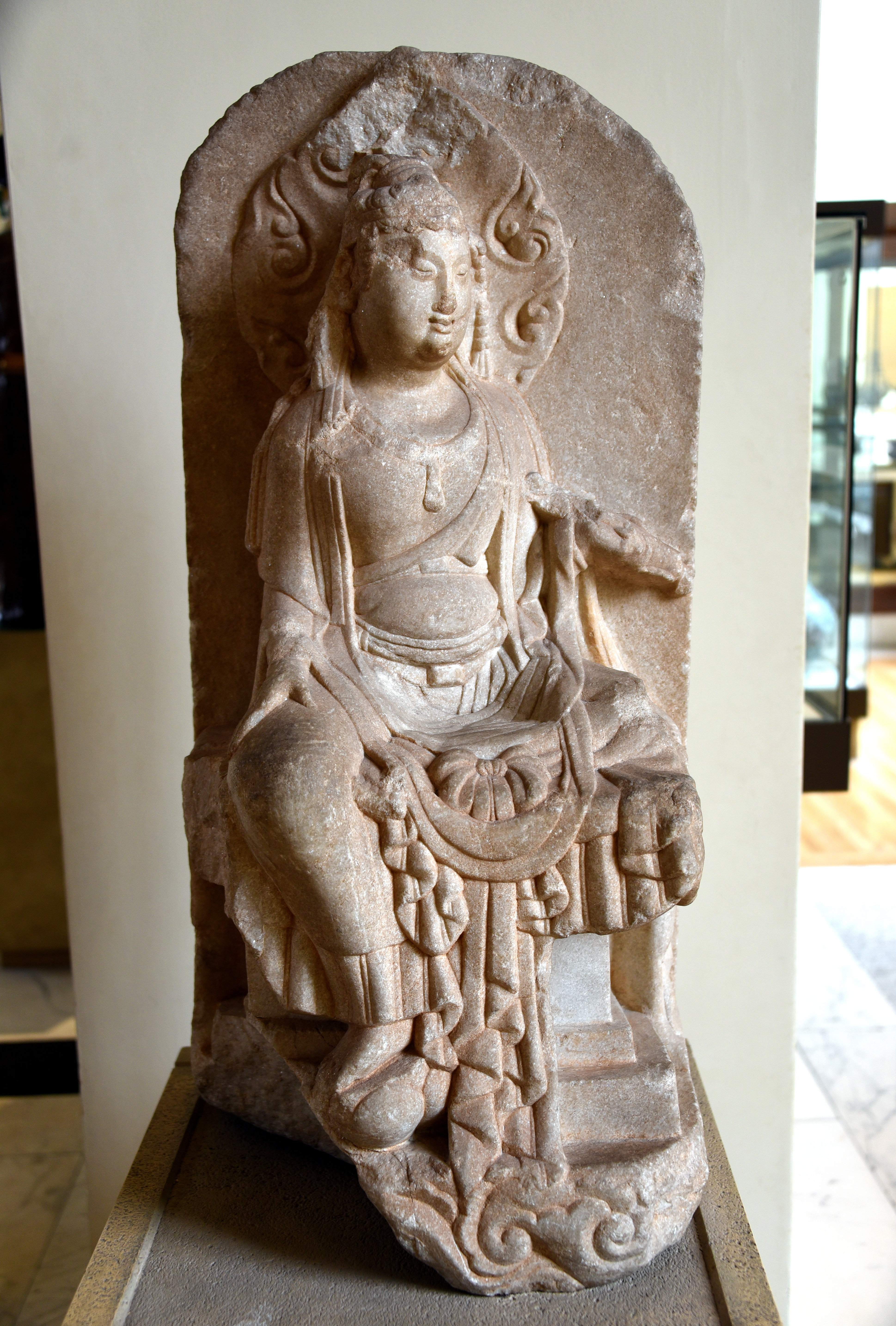
遊戯座の姿勢で座す文殊菩薩。中国・金朝、12世紀。イギリス・大英博物館蔵。

### 日本国内

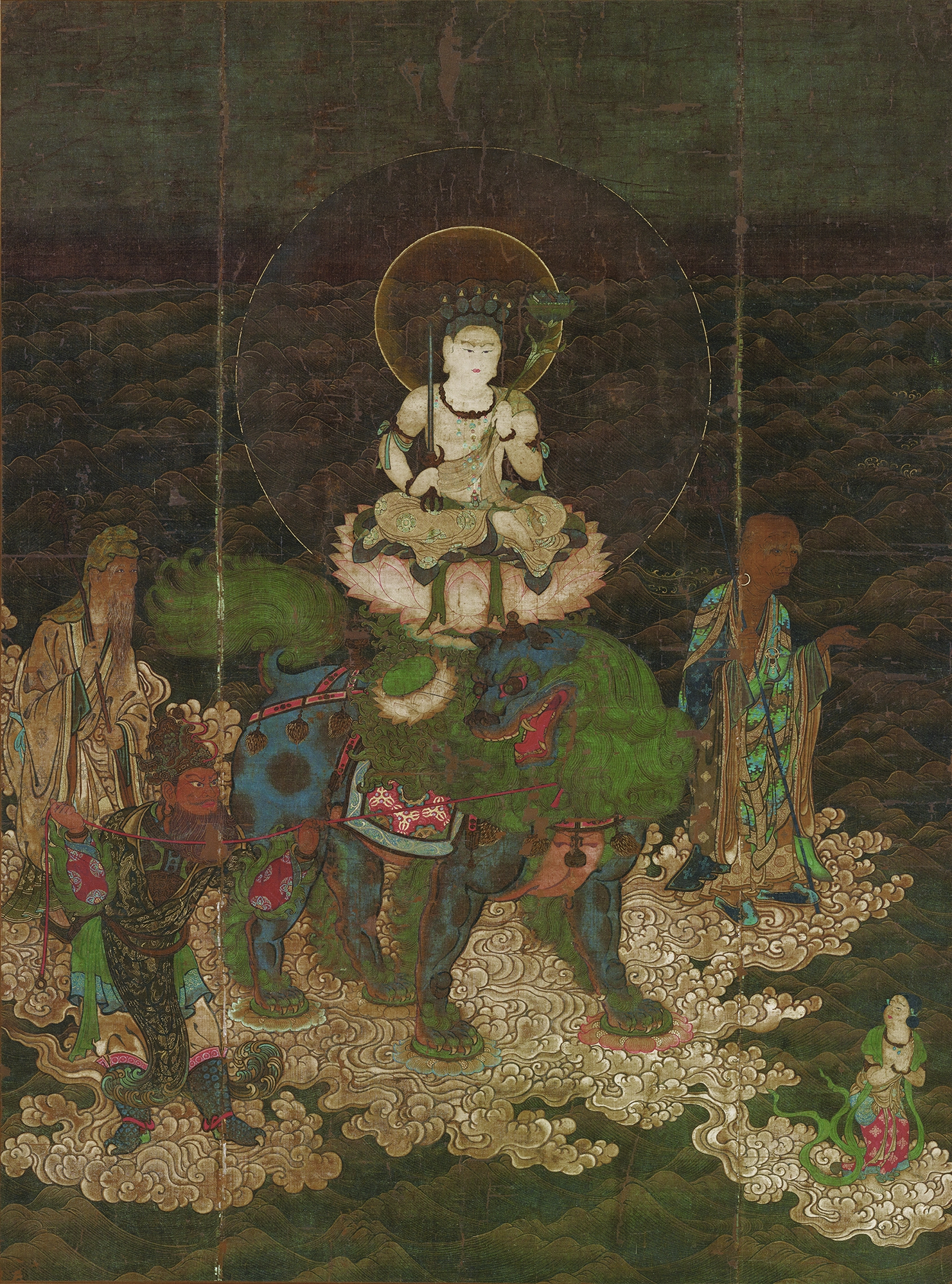
文殊渡海図（鎌倉時代、醍醐寺蔵、国宝）獅子上の蓮華座に坐す文殊菩薩（五髻文殊）を眷属4名（優填王、仏陀波利三蔵、善財童子、大聖老人）とともに描く。
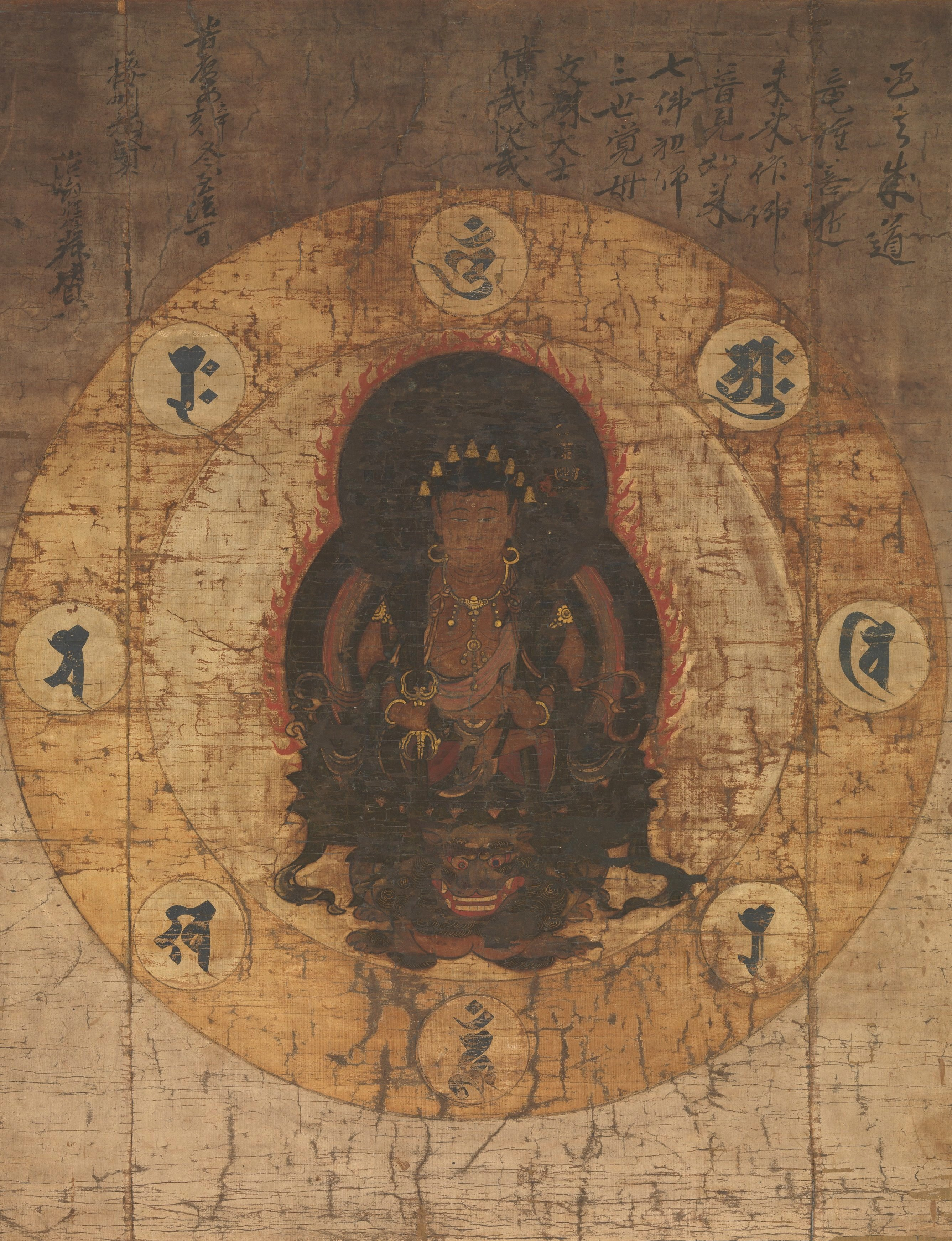
八字文殊菩薩像（メトロポリタン美術館蔵）
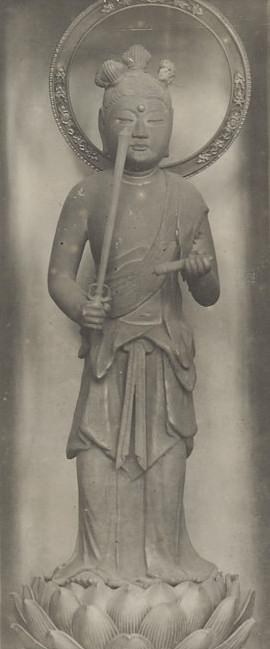
紙製文殊菩薩立像（奈良・中宮寺）
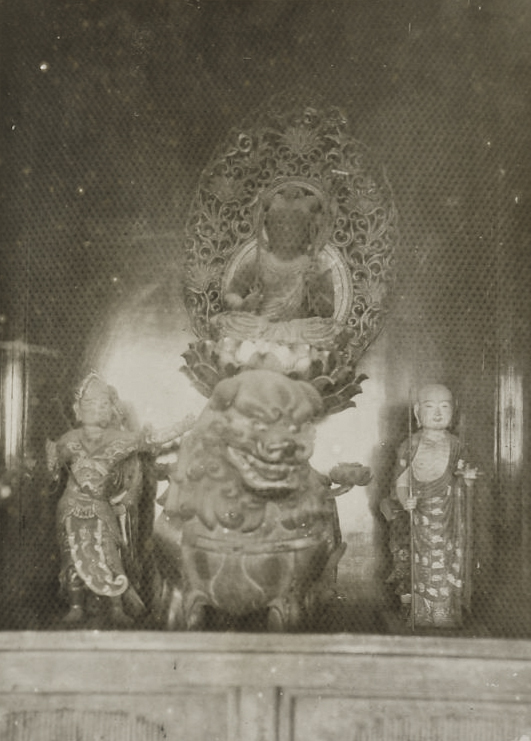
『木造文殊菩薩騎獅像（本堂安置）』（康俊・康成作、文観発願、重要文化財、奈良県般若寺本尊）
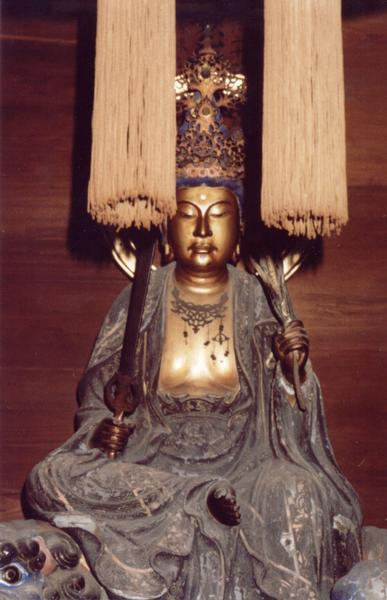
妙心寺蔵
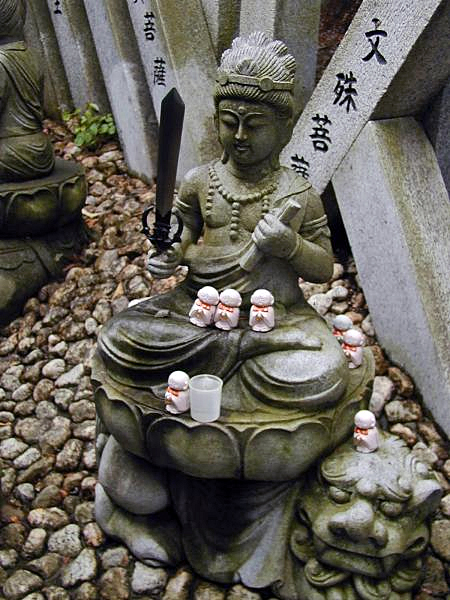
文殊菩薩像 （広島県尾道市・千光寺）